# Crawford County, Ohio
Crawford County är ett administrativt område i delstaten Ohio, USA, med 43 784 invånare. Den administrativa huvudorten (county seat) är Bucyrus. 

## Geografi
Enligt United States Census Bureau så har countyt en total area på 1 043 km². 1 041 km² av den arean är land och 2 km² är vatten.  

### Angränsande countyn

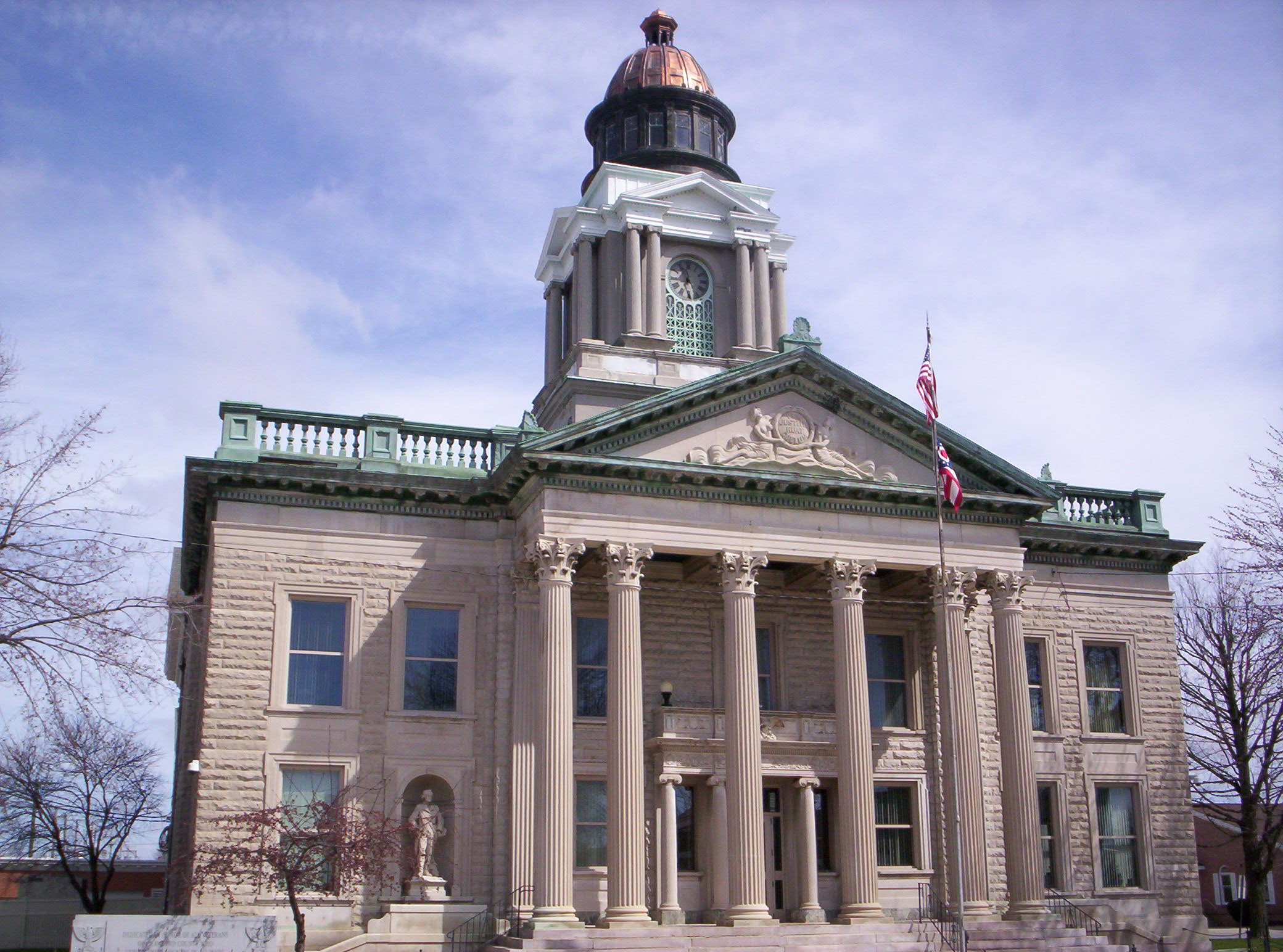
Crawford County Courthouse i Bucyrus.

- Seneca County - nord
- Huron County - nordost
- Richland County - öst
- Morrow County - sydost
- Marion County - sydväst
- Wyandot County - väst